# MOS Technology SID

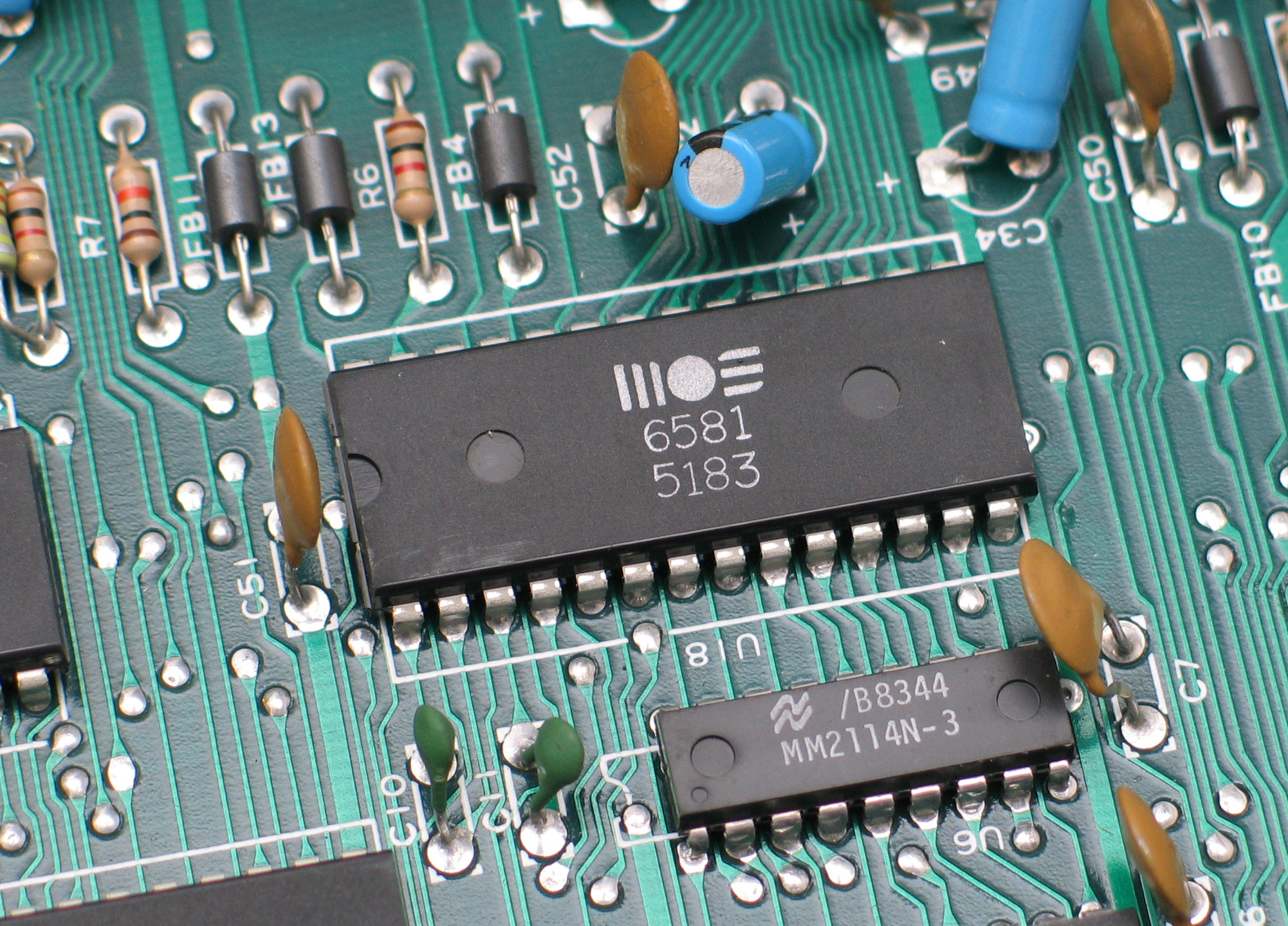
6581er SID-Chip im C64

Blockschaltbild SID (6581/6582)

Der MOS Technology SID (SID steht für Sound Interface Device, deutsch Soundschnittstellengerät) ist ein programmierbarer 3-stimmiger Soundchip, der hauptsächlich in den Heimcomputern C64 und C128 von Commodore in den 1980er Jahren zum Einsatz kam.
Er gilt als bester Soundchip der 8-Bit-Ära. Vom Byte Magazin wurde er 1995 in einer Liste der 20 wichtigsten Chips der Computergeschichte aufgeführt. 2019 wurde er in die IEEE Spectrum Chip Hall of Fame aufgenommen. Entwickelt wurde der SID von Robert Yannes, der später die Firma Ensoniq gründete. Der SID ist mitverantwortlich für die typischen polyphonen Sounds, die das Homecomputerzeitalter prägten.

## Technische Eigenschaften
- Hybridchip, teilweise digital, teilweise analog
- 3 unabhängige Stimmen (Oszillatoren)
- 4 teilweise kombinierbare digitale Wellenformen pro Stimme (Dreieck, Sägezahn, Rechteck mit einstellbarer Pulsbreite, weißes Rauschen)
- Grundfrequenzen von 0 bis 4 kHz
- Hohe Auflösung der Grundfrequenz von 16 Bit
- 3 kombinierbare analoge Filter (Tiefpass, Hochpass, Bandpass oder Kerbfilter mit einer 11-bittigen Grenzfrequenz und variabler Resonanz mit 4 Bit Auflösung, je Stimme einzeln zuschaltbar, 2-Pol Filter)
- Je Stimme digital einstellbare Hüllkurve (ADSR)
- Individuelle Lautstärkeregelung für alle Stimmen in 16 Stufen
- Je Stimme einzeln einschaltbare digitale Synchronisation der Stimme mit der jeweils nächsten
- Je Stimme einzeln einschaltbare digitale Ringmodulation von Dreieckswellen mit der jeweils nächsten Stimme
- Stimme 3 am Ausgang unterdrückbar
- 4. Stimme über Abspielen von Samples über Lautstärkeregister[2]
- 5. Stimme durch Multiplexen von Tönen[2]
- Eine externe analoge Stimme zumischbar und filterbar
- Zufallsgenerator[3]
- 2 einfache A/D-Wandler
- 28 Pin-DIL-Gehäuse[4]

### Versionen
Vom SID gibt es zwei Versionen, den älteren 6581 und den neueren, HMOS-II-Version 8580, bzw. 6582. Der 8580 zeichnet sich vor allem durch klareren Klang mit weniger Störgeräuschen aus, jedoch funktioniert die oft auf dem 6581 verwendete Methode der Wiedergabe von 4-Bit-Samples via Lautstärkeregister hier nicht mehr. Das lässt sich aber durch Auflöten eines Widerstandes (≈750 kΩ) ausgleichen. Diese Modifikation wird Digifix genannt. Ein weiterer Unterschied besteht bei den Filtern. Während die Eigenschaften des Filters beim 8580 weitgehend den Spezifikationen entsprechen, weist der Filter des 6581 starke Nichtlinearitäten auf, die auch von Chip zu Chip stark variieren. Jeder 6581 hat einen individuellen Klang. Der 6581 wurde in fünf verschiedenen Revisionen hergestellt.
SID-Chips mit der Aufschrift 6582 wurden nie in einem C64 oder C128 verbaut, aber teilweise als Ersatz für defekte 8580 verwendet. Der 6582 ist identisch mit dem 8580 und hat lediglich eine andere Beschriftung. Der 8580 benötigt eine Betriebsspannung von 9 V, im Gegensatz zum älteren 6581, der 12 V benötigt.

## Nachbauten und Emulationen

### Hardware-SID-Systeme
Es gibt einige Hardware-Synthesizer mit echten SID-Chips zur Klangerzeugung:
Die Software SIDPLAY unterstützt eine PCI-Karte (HardSID) mit einem originalen SID als Klangerzeuger.
Eine weitere unabhängige Entwicklung ist der StereoSID. Dabei werden zwei SIDs mit minimaler Zeitversetzung angesteuert und ergeben so die Illusion von Stereo-Klang. Beim StereoSID wird Mischbestückung mit einem 6581 und einem 8580 empfohlen, um diesen Effekt durch den unterschiedlichen Klang der beiden Versionen noch zu verstärken.
Es existieren mehrere Umbauten von Commodore-Computern zu vollständigen Musikgeräten, auch hier mit manchmal mehr als einem Chip.
Skandinavische Studenten, heute bekannt als Elektron Music Machines, entwickelten Ende der 1990er-Jahre die SIDstation, einen professionellen MIDI-Synthesizer für Musiker, der mit einem SID-Chip als Klangerzeuger arbeitet. Das Gerät wurde in kleiner Serie gefertigt und kommerziell vermarktet. Danach waren die Chips auf dem Weltmarkt nicht mehr verfügbar.
Wer nicht auf hardwarebasierende SID-Synthesizer verzichten will, kann sich mit der MIDIbox SID V2 selbst einen eigenen SID-Synthesizer bauen.

### SID-Chip-Ersatz
Eine Möglichkeit ist die Emulation des SID in Software mittels Microcontrollern oder FPGAs. Bei Verwendung einer geeigneten Platine lassen sich pin-kompatible Ersatzmodule herstellen. Ein konkreter Ansatz mit einem Atmel AVR, ist der sogenannte SwinSID. In der Nano-Version ist dieser nicht größer als ein normales SID-Gehäuse und kann stattdessen verwendet werden. Da der Original-Chip aber nur emuliert wird, ist ein Qualitätsunterschied hörbar. Der Klangunterschied sei vergleichbar mit einem Transistorverstärker gegenüber einem Röhrenverstärker.  Ein konkreter Ansatz mit einem FPGA ist das FPGA-SID-Projekt.

### SID-Emulation mit PCs
Für alle heutigen Desktop-Betriebssysteme gibt es Emulatoren in Software, welche die Originalkompositionen des C64 von damals abspielen können. Um diese Musik auch auf heutigen Computern abspielen zu können, entstand das SID-Dateiformat. Player für dieses Format gibt es für praktisch alle Plattformen (Win 95, Win 3.1, Linux, MS-DOS, Mac OS Classic, AmigaOS, Atari Falcon, BeOS, OS/2, Android usw.). Bei diesen handelt es sich üblicherweise um einen Emulator des Prozessors und des Soundchips des C64. Wegen des halb-analogen Aufbaus des SID wurde eine exakte Emulation des Klangbildes bisher noch nicht erreicht.
Als VST-Software gibt es z. B. QuadraSID von reFX, ein virtueller Synthesizer, der vier SIDs in einer MIDI-Umgebung per Software emuliert, sowie den SID-Chip Emulator Ton-Gerät 1 und den inSIDious von Impact Soundworks.
Ferner gibt es auch Web-Anwendungen als online-SID.

### Hardware-Synthesizer mit SID-Emulation
Über die reine Emulation in PC-Software hinaus bieten einige Hersteller inzwischen sogar Geräte und Module an, die einen SID und dessen Klang in Hardware nachstellen, u. a. den Therapkid und die SID-Box von Modemachines. Dazu gibt es Bastelprojekte mit Selbstbauhardware mit gemischt analoger und digitaler Technik.

## Popularität
- Aufgrund der großen Popularität des C64 entstanden sehr viele Kompositionen für den SID, die heute zu den Klassikern der Computermusik gehören.
- Die bekanntesten Programme, mit denen auf dem C64 Musik komponiert wurde, hießen: JCH Music Editor, Demo Music Creator (DMC), Future Composer oder Sound Monitor.
- Auch in der heutigen Zeit gibt es Künstler, die einen großen Teil ihrer Klänge dem SID entnehmen. Ein gutes Beispiel hierfür ist die Minimal-Electro-Band Welle: Erdball.
- Unter den Begriffen „Micromusic“ oder „Chiptune“ hat sich eine sehr aktive Szene um die Musik der alten Soundchips wie dem SID des C64 gebildet. So entstand zum Beispiel die High Voltage SID Collection, eine Sammlung von über 30.000 Musikstücken des SID-Chips, sowie die Community Micromusic.net, in der sich einige tausend Musiker austauschen.